# Cardiff City F.C.
Cardiff City Football Club velški je nogometni klub iz Cardiffa koji se trenutačno natječe u engleskom League Oneu. Domaće utakmice igra na Cardiff City Stadiumu. Do 2009. godine klub je svoje domaće utakmice igrao na Ninian Parku.

## Povijest
Klub je osnovan 1899. godine kao Riverside AFC. Cardiff City jedini je klub izvan Engleske koji je osvojio FA Cup i to 1927. godine. Godine 2012. malezijski vlasnik Vincent Tan rebrendirao je Cardiff City. Rebrendiranje je uključivalo promjenu boja i grba kluba. 

## Uspjesi
- Championship
  - Prvak (1): 2012./13.
- Third Division South
  - Prvak (1): 1946./47.
- FA Cup
  - Osvajač (1): 1927.
  - Finalist (2): 1925., 2008.
- FA Charity Shield
  - Osvajač (1): 1927.
- Liga kup
  - Finalist (1): 2012.

## Vanjske poveznice
- Cardiff City F.C. Official website
- Cardiff City F.C. on BBC Sport: Club news – Recent results and fixtures
- A collection of items relating to Cardiff City Football Club's historic victory against Arsenal in the 1927 FA Cup
- Cardiff City stats at Football Club History Database
- Cardiff City play-off record  Arhivirana inačica izvorne stranice od 29. siječnja 2019. (Wayback Machine)